# Windows 3.x
Windows 3.x – seria interfejsów graficznych użytkownika dla komputerów osobistych zgodnych z IBM PC, rozwijana przez firmę Microsoft w latach 1990–1993. Jako pierwsza w historii środowiska Windows odniosła komercyjny sukces.

## Windows 3.0

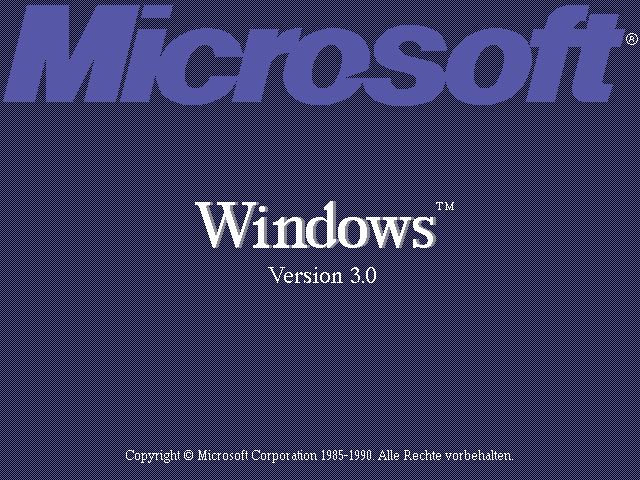
Ekran startowy Windows 3.0

Windows 3.0 został wydany 22 maja 1990. Zawarto w nim znacznie odświeżony interfejs użytkownika oraz ulepszenia techniczne w celu lepszego wykorzystania mechanizmów zarządzania pamięcią udostępnianych przez procesory Intela: 80286 i 80386. Programy pisane dla MS-DOS można było teraz uruchamiać w oknie (co wcześniej było dostępne w bardziej ograniczonej formie w Windows/386 2.1). Dzięki temu system udostępniał wielozadaniowość dla starszych programów. Na rynku komputerów domowych miało to mniejsze znaczenie, bo gry i inne aplikacje multimedialne nadal wymagały bezpośredniego dostępu do sprzętu, a taki dawał tylko DOS.
Dodano oparty na ikonach program zarządzający innymi programami oraz program do obsługi plików (winfile), które zastąpiły stary tekstowy kombajn. Zarządzanie ustawieniami scentralizowano i przemodelowano na wzór Mac OS. Do odziedziczonych po wersjach 2.x programów Notepad, Write i gry Reversi dołączyła gra Solitaire.
Windows 3.0 był ostatnią wersją Windows mogącą pracować w trybie rzeczywistym procesora i która była w pełni zgodna z programami dla starszych wersji. Maksymalna ilość pamięci RAM obsługiwanej przez system wynosi 16 MB.
Windows 3.0 był pierwszą wersją środowiska preinstalowaną na nowych komputerach.
Zakończenie wsparcia technicznego przez Microsoft dla wersji 3.0 oraz pozostałych z rodziny 3.x nastąpiło 31 grudnia 2001 roku.

## Windows 3.1 i dalsze

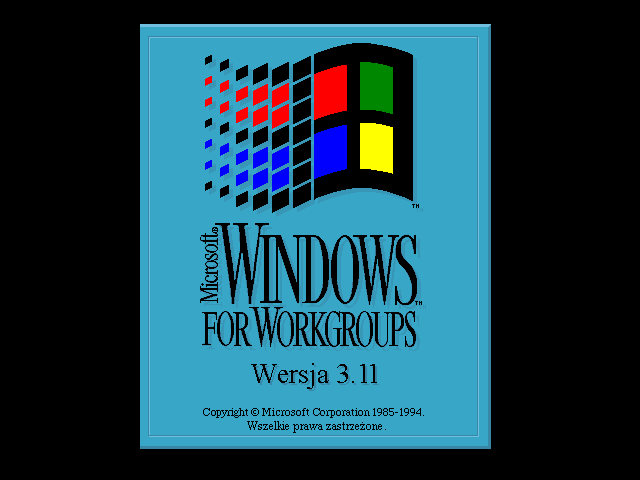
Ekran startowy Windows for Workgroups 3.11

Windows 3.1 (pierwotna nazwa kodowa: Janus) ukazał się 6 kwietnia 1992, został poszerzony o podstawową obsługę multimediów (nagrywanie dźwięku, odtwarzacz muzyki z CD) oraz o standard czcionek TrueType, co sprawiło, że system ten stał się poważną platformą do tworzenia publikacji.
Windows 3.1 zarzucił obsługę trybu rzeczywistego, przez co nowa wersja środowiska wymagała procesora 286 lub nowszego.

### Sieć w Windows 3.x
Obsługa sieci w Windows 3.x opierała się na korzystaniu z zewnętrznego oprogramowania, np. Trumpet Winsock. Po Windows 3.11 ukazało się rozszerzenie Windows 3.11 for Workgroups, które obsługiwało już sieć.

### Początek braku zgodności z poprzednikami
Windows 3.1 był zgodny z poprzednimi wersjami, ale już tylko w pewnym stopniu. Z powodu zarzucenia obsługi trybu rzeczywistego zatracił zgodność z aplikacjami przeznaczonymi dla starszych wersji, a uruchamiającymi się w tym trybie.

### Zwiastuny interfejsu współczesnych systemów Windows
- Pulpit i Uruchom: Niemal wszystkie programy były objęte przez większy program (lub folder) o nazwie Menedżer programów. Dodatkowo miał on pasek menu, dzięki któremu można było m.in.:
  - uruchomić program za pomocą narzędzia Uruchom
  - zamknąć środowisko Microsoft Windows 3x
  - otworzyć pomoc
  - uruchomić Samouczek systemu Microsoft 3x
- Pasek zadań: W Windows 3.x ikony zminimalizowanych programów były widoczne na pulpicie.
- Mój komputer: W Windows 3.x istniał Menedżer plików.
- Windows 3.1 był ostatnim systemem, który nie wykorzystywał menu kontekstowego przypisanego do prawego klawisza myszy. Jednak nie oznacza to, że takie menu nie było dostępne w systemie Windows 3.1 (menu kontekstowe wykorzystywały np. aplikacje Microsoft Word 6.0, Microsoft Excel 5.0, Microsoft PowerPoint 4.0, Microsoft Access 2.0).

### Inne zmiany
- Obsługa wielozadaniowości aplikacji MS-DOS i dostęp dla nich do Schowka Windows.
- Dodanie rejestru Windows.
- Dodanie gestu przeciągania plików.
- Teoretyczna obsługa do 4 GB pamięci RAM (w praktyce do 256 MB i 16 MB na jedną aplikację)[4].
- Obsługa czcionek Środkowej i Wschodniej Europy (wersja Windows 3.1 for Central and Eastern Europe) oraz Chin (Windows 3.2)
- Windows 3.1 był pierwszą wersją Windows przetłumaczoną na język polski[1]. Polska wersja językowa programu weszła do sprzedaży w marcu 1993[5].

## Wymagania sprzętowe
Wymagania wersji 3.0:
- MS-DOS w wersji 3.1 lub wyższej
- 640 kB pamięci podstawowej oraz 256 kB pamięci rozszerzonej
- Karta graficzna kompatybilna z EGA, VGA, IBM 8514, CGA lub Hercules Graphics Card
- Napęd dyskietek oraz dysk twardy

Wymagania wersji 3.1:
- MS-DOS w wersji 3.1 lub wyższej
- Procesor Intel 80286 lub zgodny (zalecany 80386)
- 640 kB pamięci podstawowej oraz 256 kB pamięci rozszerzonej (zalecany 1 MB pamięci operacyjnej dla procesora 80286, 2 MB dla 80386)
- Karta graficzna kompatybilna z EGA, VGA, IBM 8514, CGA lub Hercules Graphics Card
- Napęd dyskietek
- 6 MB wolnej przestrzeni na dysku twardym (zalecane 10 MB)
- Zalecana mysz